# Gouden Ster van een Held van de CSSR
De in 1955 ingestelde Gouden Ster van een Held van de CSSR (Tsjechisch: Zlatá hvězda hrdiny ČSSR) was een navolging van de oudere Russische onderscheiding van Held van de Sovjet-Unie. De onderscheiding, een rode vijfpuntige ster op een gouden ster aan een donkerrood lint met beugels is minder strak vormgegeven dan het Russische voorbeeld. De orde werd na het opheffen van Tsjechoslowakije in 1990 opgeheven. Men mag haar nog wel dragen.

## Gedecoreerden
De volgende personen zijn, al dan niet postuum, onderscheiden met de Gouden Ster:
- Ludvík Svoboda
- Karol Šmidke
- Vladimír Clementis
- Josef Frank
- Karel Klapálek
- Gustáv Husák
- Ladislav Novomeský
- Jan Šverma
- Andrej Antonovič Grečko
- Kirill Semjonovič Moskalenko
- Rudolf Jasiok
- Josef Khol
- František Vrána
- Vendelín Opatrný

- Andrej Stěpanovič Jeremenko
- Ivan Stepanovitsj Konev
- Matvej Vasiljevič Zacharov
- Dmitrij Danilovič Leljušenko
- Ivan Ignaťjevič Jakubovský
- Leonid Iljitsj Brezjnev
- Vladimír Remek
- Jurij Viktorovič Romaněnko
- Georgij Michajlovič Grečko
- Alexej Alexandrovič Gubarev
- Dmitrij Fjodorovič Ustinov